# Episodi di Malory Towers (terza stagione)
La terza stagione della serie televisiva anglo-canadese Malory Towers è composta da 13 episodi.
| nº | Titolo originale     | Titolo italiano      | Prima TV UK | Prima TV Italia |
| -- | -------------------- | -------------------- | ----------- | --------------- |
| 1  | New Arrivals         | Nuovi arrivi         |             |                 |
| 2  | The Trials           | Le selezioni         |             |                 |
| 3  | The Surprise Picnic  | Il picnic a sorpresa |             |                 |
| 4  | The Accident         | L'ìnicidente         |             |                 |
| 5  | The New Headmistress | La nuova direttrice  |             |                 |
| 6  | The Voice            | La voce              |             |                 |
| 7  | The Dance            | Il tè danzante       |             |                 |
| 8  | The Sisters          | Le sorelle           |             |                 |
| 9  | The Hamper           | Il pacco             |             |                 |
| 10 | The Peaches          | Le pesche            |             |                 |
| 11 | The Ride             | L'emergenza          |             |                 |
| 12 | The Arrest           | L'arresto            |             |                 |
| 13 | The Thief            | Colpevole!           |             |                 |

## New Arrivals
- Titolo originale: New Arrivals
- Diretto da: Trace Rooney
- Scritto da: Rachel Flowerday e Sasha Hails

## The Trials
- Titolo originale: The Trials
- Diretto da: Tracey Rooney
- Scritto da: Rachel Flowerday e Sasha Hails

## The Surprise Picnic
- Titolo originale: The Surprise Picnic
- Diretto da: Tracey Rooney
- Scritto da: Shazia Rashid

## The Accident
- Titolo originale: The Accident
- Diretto da: Tracey Rooney
- Scritto da: Julie Dixon

## The New Headmistress
- Titolo originale: The New Headmistress
- Diretto da: Bruce McDonald
- Scritto da: Ella Greenhill

## The Voice
- Titolo originale: The Voice
- Diretto da: Bruce McDonald
- Scritto da: Rachel Flowerday e Sasha Hails

## The Dance
- Titolo originale: The Dance
- Diretto da: Bruce McDonald
- Scritto da: Rob Kinsman

## The Sisters
- Titolo originale: The Sisters
- Diretto da: Tracey Rooney
- Scritto da: Ella Greenhill

## The Hamper
- Titolo originale: The Hamper
- Diretto da: Tracey Rooney
- Scritto da: Shazia Rashid

## The Peaches
- Titolo originale: The Peaches
- Diretto da: Tracey Rooney
- Scritto da: Julie Dixon

## The Ride
- Titolo originale: The Ride
- Diretto da: Tracey Rooney
- Scritto da: Rob Kinsman

## The Arrest
- Titolo originale: The Arrest
- Diretto da: Bruce McDonald
- Scritto da: Rachel Flowerday e Sasha Hails

## The Thief
- Titolo originale: The Thief
- Diretto da: Bruce McDonald
- Scritto da: Rachel Flowerday e Sasha Hails